# Magellan (krater marsjański)
Magellan (Magelhaens) – krater znajdujący się na południowych wyżynach powierzchni Marsa o średnicy 105 km, położony na współrzędnych ♂ 32,393°S 185,200°W/-32,393000 -185,200000. Decyzją Międzynarodowej Unii Astronomicznej w 1976 roku został nazwany od portugalskiego żeglarza Ferdynanda Magellana (1480-1521).
Krater ten znajduje się na południowy zachód od wulkanicznego regionu Tharsis. Jest on otoczony skalistymi wzniesieniami o nieznanym pochodzeniu. Te formy geologiczne mogły powstać zarówno w wyniku zjawisk tektonicznych zachodzących w regionie Tharsis oraz poddających skorupę planety ogromnym naprężeniom albo w wyniku uderzenia meteorytu w powierzchnię Marsa.